# Innungskrankenkasse Nordrhein
Die Innungskrankenkasse Nordrhein, kurz IKK Nordrhein, war eine deutsche Innungskrankenkasse mit Sitz in Bergisch Gladbach.

## Geschichte
Die IKK Nordrhein entstand am 1. Juni 1995 durch Vereinigung der nordrheinischen Innungskrankenkassen. Dies waren:
- IKK Aachen
- IKK Bergisch Land
- IKK Bonn und Erftkreis
- IKK Düren
- IKK Düsseldorf und Neuss
- IKK Duisburg
- IKK Essen
- IKK Euskirchen
- IKK Kleve und Wesel
- IKK Köln-Rhein-Sieg-Kreis
- IKK Mettmann
- IKK Mülheim a. d. Ruhr
- IKK Niederrhein
- IKK Oberhausen
- IKK Solingen
- IKK Wuppertal

Grundlage dafür war die am 24. Januar 1995 verabschiedete und am 10. Februar verkündete Verordnung über die Vereinigung von Innungskrankenkassen in Nordrhein-Westfalen. Die Satzung der IKK Nordrhein wurde am 31. Mai 1995 verkündet. Die ehemaligen Innungskrankenkassen wurden zu Regionaldirektionen.
Die IKK Nordrhein war geöffnet für die Länder Nordrhein-Westfalen und Hamburg. 
Eigenen Angaben zufolge betreute sie mit 37 Geschäftsstellen sowie 18 Servicepunkten in Kooperation mit der Signal Iduna ca. 530.000 Versicherte und 57.000 Unternehmen (Stand: 10. Januar 2010).
Die IKK Nordrhein und die Signal Iduna IKK vereinigten sich zum 1. Juli 2010 zur Vereinigte IKK: Der Verwaltungsrat der IKK Nordrhein stimmte am 11. Mai 2010 zu. Inzwischen ist die Vereinigte IKK mit der IKK classic fusioniert.